# Văn phòng Kinh tế Văn hóa Việt Nam tại Đài Bắc
Văn phòng Kinh tế và Văn hóa Việt Nam tại Đài Bắc (tiếng Trung: 駐台北越南經濟文化辦事處; bính âm: Zhù Táiběi Yuènán jīngjì wénhuà bànshì chù, Trú Đài Bắc Việt Nam Kinh tế Văn hóa Biện sự xứ) là một cơ quan đại diện ngoại giao không chính thức của Việt Nam tại Đài Loan, có chức năng như một đại sứ quán trên thực tế (de facto) do hai chính quyền không thiết lập quan hệ ngoại giao chính thức. Cơ quan đối tác của nó tại Việt Nam là Văn phòng Kinh tế Văn hóa Đài Bắc tại Việt Nam có trụ sở tại Hà Nội.

## Lịch sử
Trong thời kỳ Chiến tranh Việt Nam, chính quyền Việt Nam Cộng hòa công nhận chính thức chính quyền Trung Hoa Dân Quốc tại Đài Loan, từng thành lập một đại sứ quán ở Đài Bắc. Tổng thống Trung Hoa Dân quốc từng gửi quân sang hỗ trợ Việt Nam Cộng hòa trong cuộc chiến chống Cộng sản dưới sự lãnh đạo của Hoa Kỳ. Nguyễn Văn Kiểu, anh trai của Tổng thống Nguyễn Văn Thiệu, cũng đã từng giữ chức Đại sứ Việt Nam Cộng hòa tại Trung Hoa Dân quốc. Vào ngày 25 tháng 4 năm 1975, chỉ năm ngày trước khi Sài Gòn sụp đổ, Thiệu đã bay đến Đài Bắc, khởi đầu cho cuộc sống lưu vong.
Sau khi Việt Nam thống nhất, chính quyền Cộng hòa Xã hội chủ nghĩa Việt Nam vẫn duy trì quan hệ ngoại giao chính thức với chính quyền Cộng hòa Nhân dân Trung Hoa. Tuy nhiên, những mâu thuẫn trước đó nhanh chóng bùng nổ, đưa hai nước từng là đồng minh mật thiết trở thành kẻ thù. Dù những xung đột vũ trang về sau cũng được dàn xếp, nhưng Việt Nam nhanh chóng hiểu ra mình cần một chính sách quan hệ cởi mở hơn, bao gồm cả với những đối thủ cũ như Đài Loan, Hàn Quốc...
Khởi đầu cho mối quan hệ đó là những chuyến thăm Việt Nam của Hiệp hội Công nghiệp và Thương mại Trung-Việt (SVICA) và Hội đồng Phát triển Thương mại Đối ngoại Trung Hoa (CETRA) vào năm 1991. Kết quả của những cuộc viếng thăm này là sự hình thành Văn phòng Kinh tế Văn hóa Đài Bắc tại Việt Nam vào năm 1992 tại Hà Nội. Mặc dù vẫn duy trì mối quan hệ mật thiết và chỉ chính thức công nhận chính quyền Cộng hòa Nhân dân Trung Hoa, cũng như chính sách Một Trung Quốc, Việt Nam vẫn duy trì mối quan hệ ngoại giao không chính thức với Đài Loan một cách độc lập. Vì vậy, năm 1993, Văn phòng Kinh tế và Văn hóa Việt Nam tại Đài Bắc được thành lập. Nó giữ vai trò như một đại sứ quán không chính thức của Việt Nam tại Đài Loan. Ngoài ra một chi nhánh của văn phòng cũng được đặt tại Cao Hùng, giữ vai trò như một Lãnh sự quán không chính thức.